# Дулесов, Владимир Павлович
Владимир Павлович Дулесов — советский хозяйственный и государственный деятель, лауреат Государственной премии СССР за выдающиеся достижения в труде.

## Биография
Родился в 1937 году в совхозе имени Ленина. Член КПСС.
Окончил Ижевское ремесленное училище по специальности «слесарь-сборщик».
В 1954—1963 годах — слесарь механосборочных работ в цехе номер 101, в 1963—1989 годах — слесарь механосборочных работ в цехе номер 14 Приборостроительного завода в Златоусте-36.
Удостоен Государственной премии СССР 1985 года закрытым Постановлением.
Делегат XXVII съезда КПСС.
Жил в Трёхгорном.

## Награды
- Орден Ленина (1976)
- Орден Трудового Красного Знамени (1971)